# Hilmar Staalgaard
Hilmar Anders Volstrup Staalgaard (17. januar 1917 i Slagelse - 29. juli 1976 i Køge) var en dansk fodboldspiller.
Hilmar Staalgaard var med til at vinde det første DM i fodbold i 1954 til provinsen med Køge Boldklub, hvor han spillede 630 klubkampe i perioden 1940-1954.
Den 19. oktober 1941 debuterede Hilmar Staalgaard som den første sjællandske (SBU) spiller på det danske A-landshold i en kamp mod Sverige i København. Han spillede syv landskamp og scorede to mål for Danmark i perioden 1941-1951.